# Kohei Imazeki
Kohei Imazeki (født 23. juni 1994) er en japansk fodboldspiller.